# ポドハレ

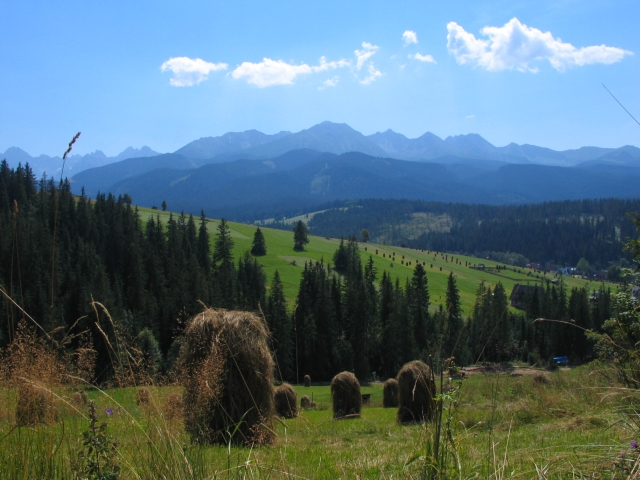
ポドハレ。タトラ山脈を望むタラスフカからの眺め

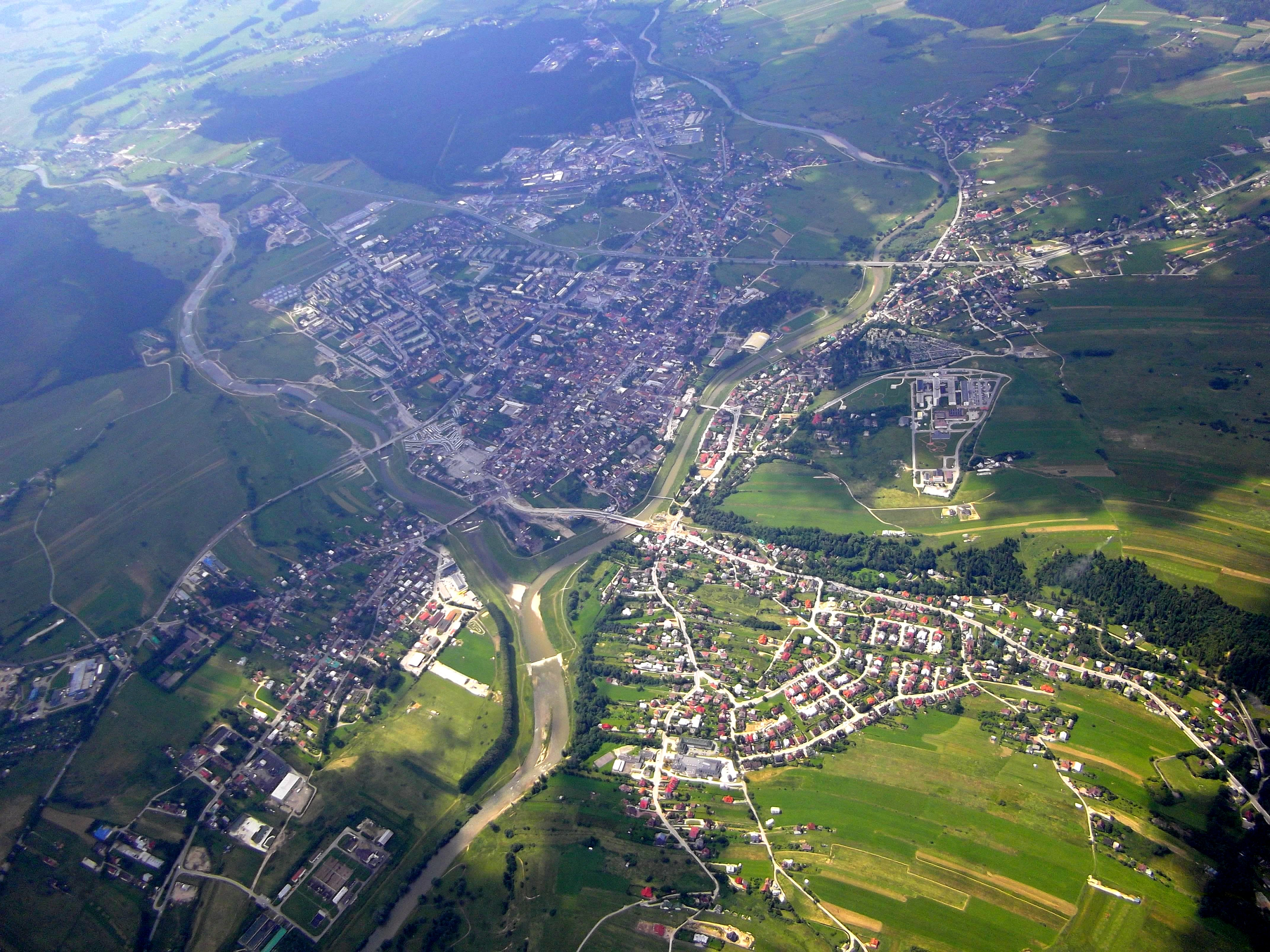
ポドハレの中心都市ノヴィ・タルクの俯瞰写真

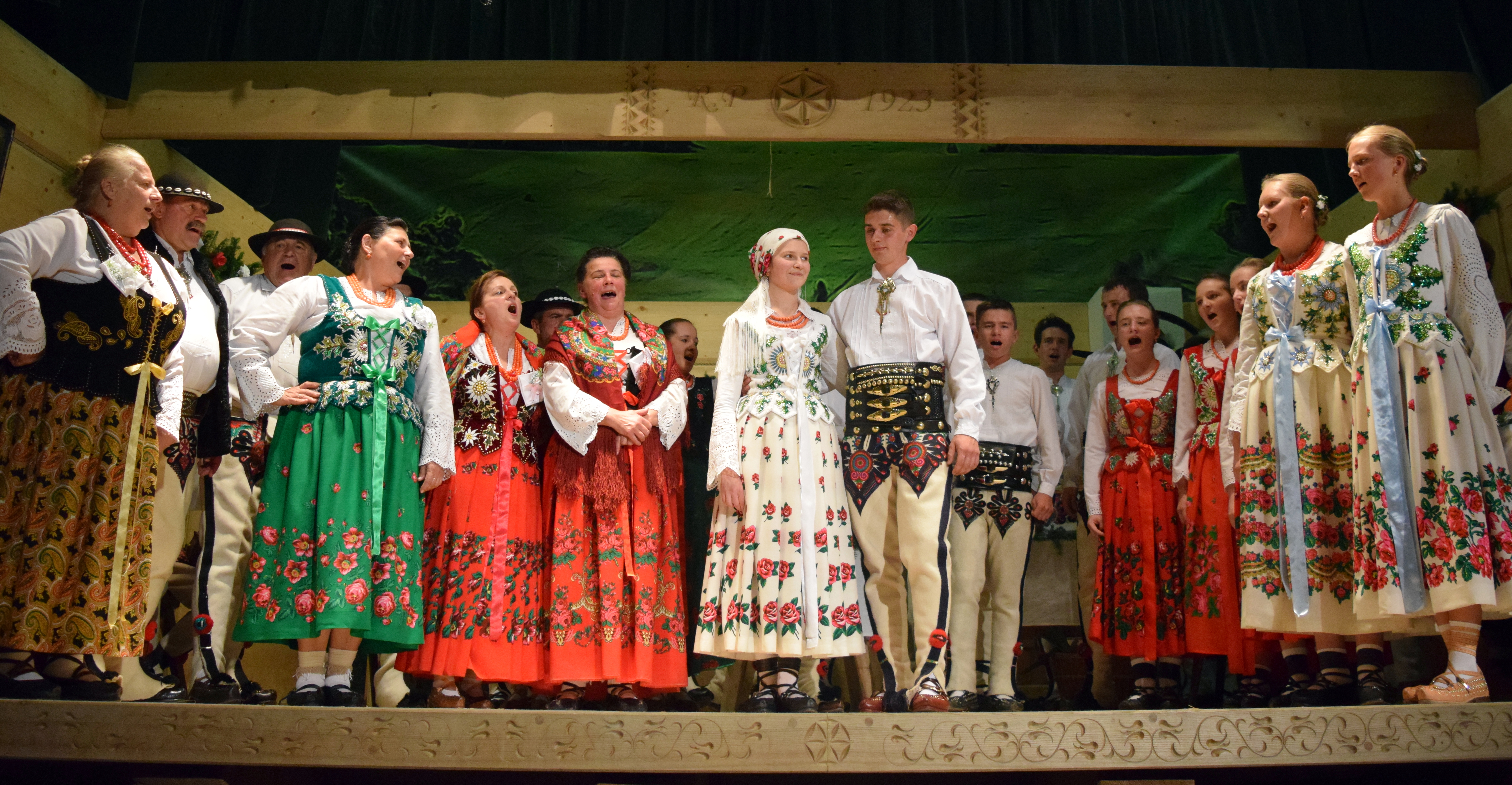
伝統衣装に身を包んだポドハレ地方の住人

ポドハレ（直訳で「山の牧草に覆われた地」）は、ポーランド最南端の地域であり、ポーランド高地（Polish highlands）と表されることもある。カルパティア山系のタトラ山脈に属する。

## 民間伝承
ポドハレ地方の特徴は、ポーランドへの愛国的想像力から生まれたロマン主義的な民話の伝統にある。その多くが小ポーランド地方（波: Małopolska マウォポルスカ; 英: Lesser Poland） (Lesser Poland) への北からのポーランド人入植者から、また一部がトランシルヴァニア人入植者によって14世紀から17世紀の間に持ち込まれた。ポドハレという名称を直訳すると「山と谷に覆われた地」となる。
また、ポーランド王国旧王都である現マウォポルスカ県都クラクフのある小ポーランド地方の歴史深い地域の一部である。

## 名勝地

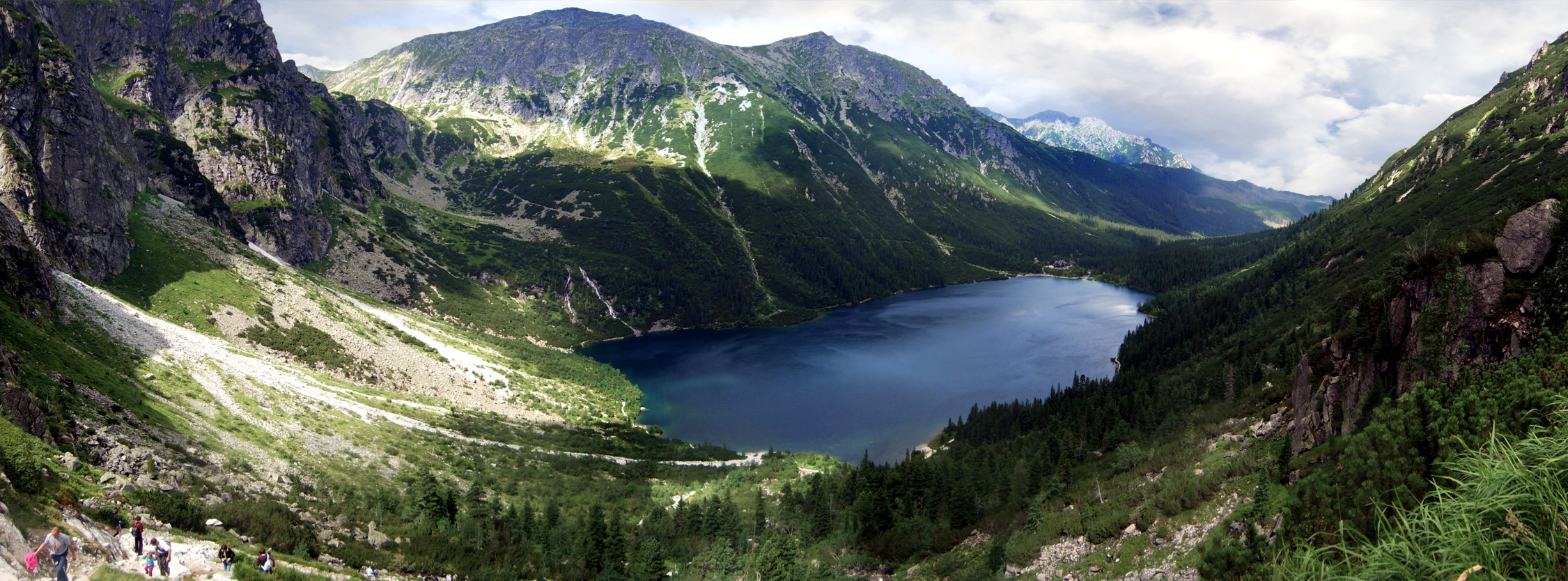
モルスキェ・オコ

ポドハレ地方の名勝地としてはザコパネの有名な山岳リゾートや、伝説では地中でアドリア海と繋がっているという「海の眼」モルスキェ・オコと呼ばれる湖がある。ゴルツェ連峰の山あいを流れるドゥナイェツ川沿いのノヴィ・タルクは一帯の中心都市である。またルジミェシュは、この地方で最も古い聖堂で「ポドハレの聖母（波: Gaździna Podhala; 英: Hostess of Podhale）」としても知られるルジミェシュの聖母の起源の地である。
ポドハレ地方は牛乳と羊乳を混ぜて作られるオスツィペックというチーズや音楽、そしてスキー場で特に有名で、冬期のポーランドでは一番人気の観光地である。